# Alfred Peszke
Alfred Bartłomiej Peszke (ur. 14 grudnia 1899 w Piotrkowie Trybunalskim , zm. 3 marca 1966 w Croydon) – podpułkownik obserwator Polskich Sił Powietrznych w Wielkiej Brytanii, działacz niepodległościowy, kawaler Orderu Virtuti Militari.

## Życiorys
Urodził się 14 grudnia 1899 w Piotrkowie Trybunalskim, w rodzinie Aleksandra, inżyniera technologa i właściciela fabryki, i Marii z d. Miecińskiej. Ukończył Szkołę Handlową w Częstochowie i dwa semestry Szkoły Budowlanej w Chemnitz. Należał do POW w Wieluniu od 25 sierpnia 1916. Po odzyskaniu niepodległości został żołnierzem w batalionie POW oddział w Wieluniu, a następnie w 5 kompanii II batalionu w 27 pułku piechoty. W czasie wojny z bolszewikami walczył w szeregach 27 pułku piechoty. 1 czerwca 1921 roku pełnił służbę w Szkole Podchorążych Piechoty w Warszawie, a jego oddziałem macierzystym był 27 pułk piechoty.
W 1924 pełnił służbę w Morskim Dywizjonie Lotniczym w Pucku, a następnie w Oficerskiej Szkole Lotniczej w Grudziądzu i Szkole Podchorążych Lotnictwa w Dęblinie na stanowisku wykładowcy. Od grudnia 1935 do listopada 1937 dowodził 31 Eskadrą Liniową na Ławicy, a następnie był słuchaczem Wyższej Szkoły Lotniczej w Warszawie. Po ukończeniu kursu wyznaczony został na stanowisko dowódcy II Dywizjonu Liniowego 6 Pułku Lotniczego we Lwowie. Na stopień majora został mianowany ze starszeństwem z 19 marca 1938 i 12. lokatą w korpusie oficerów lotnictwa, grupa liniowa.
31 sierpnia 1939 dowodzona przez niego jednostka przemianowana została na VI Dywizjon Bombowy Lekki i podporządkowana dowódcy Brygady Bombowej. Dywizjonem dowodził w kampanii wrześniowej.
Po zakończeniu działań wojennych w Polsce przedostał się przez Rumunię do Francji, gdzie przebywał w Polskiej Bazie Lotniczej na lotnisku Lyon-Bron, a potem od kwietnia 1940 odbywał staż we francuskim Dywizjonie Rozpoznawczym GR I/52. Wykonywał tam m.in. loty na samolotach Bloch MB.174. W czasie powrotu z jednego z takich lotów z rozpoznania w strefie przyfrontowej jego samolot zawadził o korony drzew, a on sam został kontuzjowany.
Po ewakuacji do Anglii, pełnił służbę w Polskich Siłach Powietrznych (numer ewidencyjny P-0789). W 1941 roku służył jako oficer sztabowy w Bazie PSP w Blackpool, a potem był oficerem łącznikowym w ośrodku szkolenia załóg bombowych w bazie RAF Bramcote. Od listopada 1941 do końca 1943 pełnił funkcję Senior Polish Liaisons Officer (starszego oficera łącznikowego) w bazie treningowej RAF Dumfries. Od 1944 do końca wojny był w sztabie PSP w Anglii.
Zmarł 3 marca 1966 w Croydon . Pochowany na cmentarzu św. Rocha w Częstochowie. Żonaty od 7 lutego 1925 z Eugenią z d. Grębocka. Jego synem był Michał Alfred Maria (1932–2015), amerykański psychiatra i historyk.

## Awanse
- porucznik – ze starszeństwem z dniem 1 września 1922
- kapitan – ze starszeństwem z dniem 1 stycznia 1932

## Ordery i odznaczenia
- Krzyż Srebrny Orderu Wojskowego Virtuti Militari nr 4453[4][3] – 1921[11]
- Krzyż Niepodległości – 23 grudnia 1933 „za pracę w dziele odzyskania niepodległości”[12][3]
- Krzyż Walecznych[13][9]
- Medal Lotniczy trzykrotnie[1]
- Medal Pamiątkowy za Wojnę 1918–1921[13][9]
- Medal Dziesięciolecia Odzyskanej Niepodległości[13][9]
- Odznaka pamiątkowa Polskiej Organizacji Wojskowej[13]